# Riccardo Cocchi
Riccardo Cocchi (ur. 7 grudnia 1977 w Terni) – włoski tancerz, dziesięciokrotny Mistrz Świata w Tańcach Latynoamerykańskich.

## Życiorys
Trenowanie tańca towarzyskiego rozpoczął w wieku 6 lat, ćwiczył w studiu tańca swoich rodziców. Jego pierwszą partnerką taneczną była Barbara Mancuso, z którą tańczył w 1993. Następnie tańczył z Sarą Mardegan (1996–1997) i Joanne Wilkinson (1999–2006), z którą zdobył tytuł Mistrza Świata w Tańcach Latynoamerykańskich (2005) i czterokrotnie tytuł Mistrza Włoch w tymże stylu.
Od 2007 jego partnerką taneczną jest Julija Zagorujczenko, z którą reprezentuje Stany Zjednoczone, dla których dziesięciokrotnie zdobyli tytuł Mistrzów Świata w Tańcach Latynoamerykańskich (2010–2019), a także czterokrotnie zwyciężyli w finale prestiżowego turnieju Blackpool Dance Festival.